# Cnoc na h-lolaire
Cnoc na h-lolaire is een berg op Isle of Skye in Schotland. De berg is 200 meter hoog en staat bij Talisker.

## Bronnen

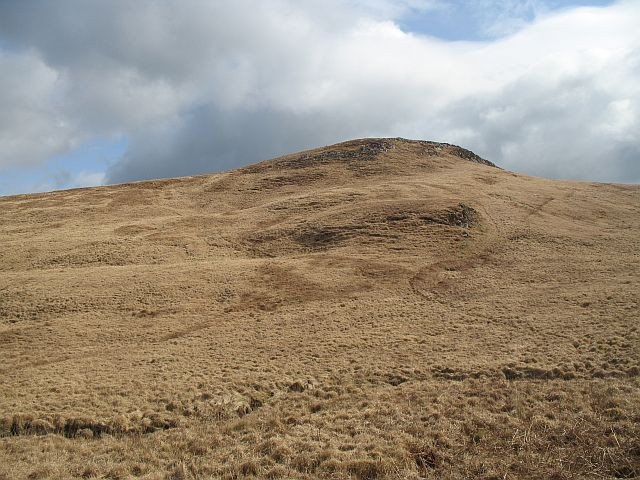
Cnoc na h-lolaire